# پر کریستیان بروتفیت
پر کریستیان بروتفیت (انگلیسی: Per Kristian Bråtveit؛ زادهٔ ۱۵ فوریهٔ ۱۹۹۶) یک بازیکن فوتبال اهل نروژ است که در پست دروازه‌بان برای باشگاه فوتبال هوگسوند در لیگ برتر فوتبال نروژ بازی می‌کند.

## آمار باشگاهی
تا تاریخ ۲۴ ژوئیه ۲۰۱۶
| فصل        | باشگاه     | دسته                 | لیگ  | لیگ | جام  | جام | اروپا | اروپا | مجموع | مجموع |
| فصل        | باشگاه     | دسته                 | بازی | گل  | بازی | گل  | بازی  | گل    | بازی  | گل    |
| ---------- | ---------- | -------------------- | ---- | --- | ---- | --- | ----- | ----- | ----- | ----- |
| ۲۰۱۲       | هوگسوند    | لیگ برتر فوتبال نروژ | ۰    | ۰   | ۰    | ۰   | ۰     | ۰     | ۰     | ۰     |
| ۲۰۱۳       | هوگسوند    | لیگ برتر فوتبال نروژ | ۰    | ۰   | ۰    | ۰   | ۰     | ۰     | ۰     | ۰     |
| ۲۰۱۴       | هوگسوند    | لیگ برتر فوتبال نروژ | ۵    | ۰   | ۴    | ۰   | ۳     | ۰     | ۱۲    | ۰     |
| ۲۰۱۵       | هوگسوند    | لیگ برتر فوتبال نروژ | ۲۷   | ۰   | ۱    | ۰   | ۰     | ۰     | ۲۸    | ۰     |
| ۲۰۱۶       | هوگسوند    | لیگ برتر فوتبال نروژ | ۱۱   | ۰   | ۱    | ۰   | ۰     | ۰     | ۱۲    | ۰     |
| آمار مجموع | آمار مجموع | آمار مجموع           | ۴۳   | ۰   | ۶    | ۰   | ۳     | ۰     | ۵۲    | ۰     |